# Герб Звенигорода
Город Звенигород (Московская область) имеет собственную символику, в частности флаг и герб.

## История
Впервые герб Звенигорода (Московская область) был принят 20 декабря 1781 года, второй раз он был принят 16 марта 1883 года. Современная версия герба принята 28 марта 2003 года. Номер в геральдическом реестре РФ: 1179.

## Описание
В голубом поле серебряный колокол с золотыми узорами. 

## Символизм
За основу герба города Звенигорода взят исторический герб уездного города Звенигорода Московской губернии, утверждённый 16 марта 1883 года. Колокол для герба города Звенигорода имеет многогранную символику: название города отражено центральной фигурой герба — колоколом, символом «духовного начала», своей формой колокол связан с небесами, звук колокола является символом образующей силы. Белый цвет символизирует чистоту, искренность, благородство, ответственность. Жёлтый цвет — это знак небесного и земного величия, означает христианские добродетели: веру, справедливость, милосердие и смирение и мирские качества: могущество, знатность, постоянство, богатство. Синий цвет флага показывает расположение города на реке Москва. Синий цвет символизирует красоту, безупречность, величие.

## Авторская группа
Идея флага — Константин Моченов (Химки), обоснование — Галина Туник (Москва), Сергей Исаев (Москва).